# Moritz Kuhn (Fußballspieler)
Moritz Kuhn (* 1. August 1991 in Ostfildern-Ruit) ist ein deutscher Fußballspieler.

## Karriere
In der Jugend spielte Kuhn zunächst für den TB Ruit, den TV Nellingen und den VfL Kirchheim/Teck. Zudem spielte er als Jugendlicher Tischtennis beim TV Nellingen. Im Juli 2009 wechselte er zur A-Jugend des VfB Stuttgart, mit der Moritz Kuhn am 4. Juni 2010 den U-19-WFV-Pokal gewann. Zur Saison 2010/11 wurde er in den Kader des VfB Stuttgart II berufen. Nachdem er sich einen Kreuzbandriss zugezogen hatte, kam er in dieser Spielzeit jedoch auf keinen Pflichtspieleinsatz.
Sein Profidebüt gab Kuhn schließlich am 29. Oktober 2011 am 15. Spieltag der Saison 2011/12 für die zweite Mannschaft des VfB Stuttgart gegen Werder Bremen II. Zum Ende dieser Spielzeit verließ Moritz Kuhn den VfB.
Zur Saison 2012/13 wechselte Moritz Kuhn zur SG Sonnenhof Großaspach und stieg 2014 in die 3. Liga auf. Zur Spielzeit 2014/15 folgte sein Wechsel zum SV Sandhausen in die 2. Bundesliga. Drei Jahre später schloss sich Kuhn zur Saison 2017/18 dem SV Wehen Wiesbaden an, mit dem er 2019 in die 2. Bundesliga auf- und ein Jahr später wieder in die 3. Liga abstieg. Nach der Saison 2020/21 und dem Auslaufen seines Vertrags verließ er den Verein. Er schloss sich dem Ligakonkurrenten Türkgücü München an.

## Erfolge
SV Wehen Wiesbaden
- Aufstieg in die 2. Bundesliga: 2019
- Hessenpokal: 2019